# Karl Mathy
Pour les articles homonymes, voir Mathy.
Karl Mathy (né le 17 mars 1807 à Mannheim et mort le 3 février 1868 à Karlsruhe) est un journaliste et homme politique badois.

## Biographie
Karl Friedrich Wilhelm Mathy fait des études de droit à Heidelberg avant d'entrer dans l'administration des finances du grand-duché de Bade. En 1832, il créa un journal favorable à l'unité allemande et à des réformes libérales, Der Zeitgeist. Ces positions politiques, contraires à celles du gouvernement conservateur du grand-duc Léopold Ier de Bade, lui font perdre son poste. Contraint de se réfugier en Suisse (1835), il y gagne sa vie comme professeur (à l'école de district de Granges, à partir de 1838) et poursuit des activités de journaliste politique. Rentré en grand-duché de Bade en 1840, il est élu représentant de Constance à la seconde chambre (chambre des députés) du parlement badois en 1842.

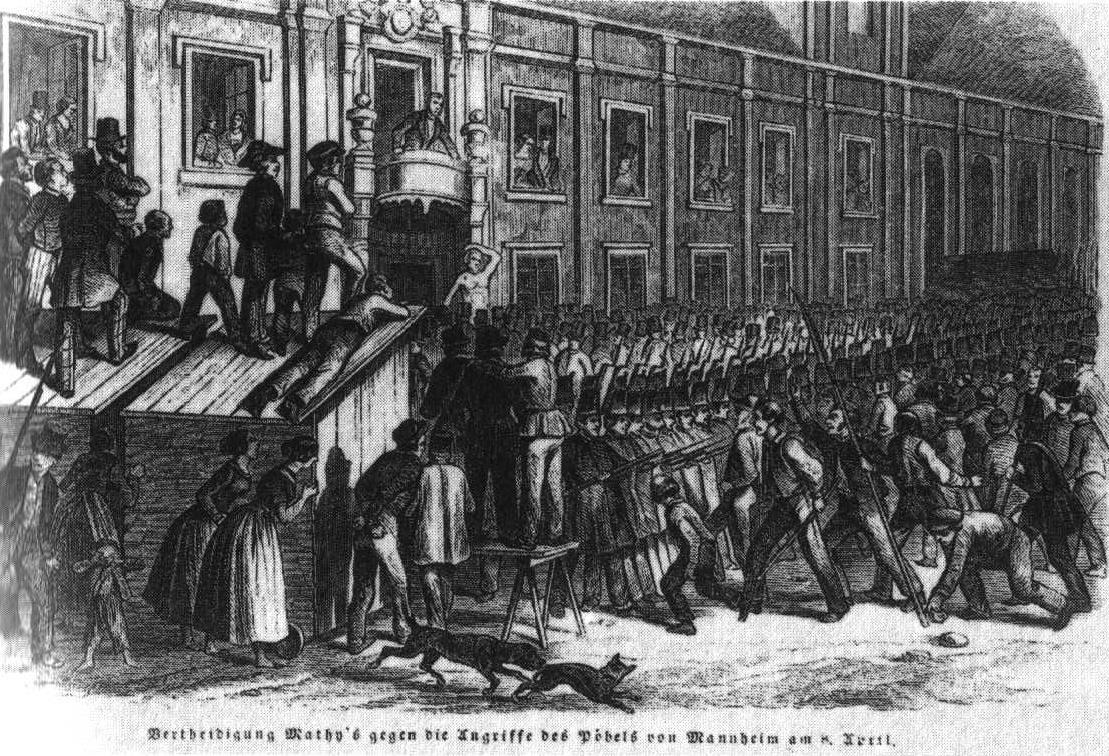
Protégé par la milice bourgeoise d'une foule manifestant contre l'arrestation de Fickler, Mathy prononce un discours depuis le balcon de l'hôtel de ville de Mannheim (9 avril 1848)

Libéral modéré, Mathy prend part à la réunion d'Heppenheim (10 octobre 1847) où est élaboré le programme politique qui allait être appliqué quelques mois plus tard, grâce à la révolution de Mars. Un des points essentiels du programme d'Heppenheim est la réunion d'un parlement national allemand, le Parlement de Francfort. Mathy est élu à cette dernière assemblée, après avoir déjà fait partie du "parlement préliminaire" (Vorparlament) chargé d'en préparer la création. Opposé aux agitateurs républicains, il arrête l'un d'eux, Joseph Fickler, le 8 avril, à Carlsruhe. Véritable acte de provocation, cette arrestation est l'une des causes de l'insurrection républicaine de Friedrich Hecker et Gustav Struve (12-27 avril).
Au sein de la majorité et de la fraction libérale du Casino, Mathy est un des partisans de la politique monarchiste constitutionnaliste et prussophile du libéral modéré Heinrich von Gagern. Comme ce dernier, il est favorable à une unité allemande réalisée autour du roi de Prusse (solution petite-allemande). Après l'échec de cette politique (reculade d'Olmütz, 1850), il prend ses distances avec la politique, devenant directeur de la banque de Gotha (1858) et du crédit de Leipzig (1860).
En 1863, Mathy est appelé au gouvernement badois, en tant que ministre du commerce. Lors de la guerre austro-prussienne de 1866, il prend à nouveau le parti de la Prusse, ce qui entraîne un conflit avec les autres ministres, pro-autrichiens, puis sa démission. La bataille de Sadowa lui ayant donné raison, il est nommé chef du gouvernement badois par le grand-duc Frédéric Ier. Dès son arrivée au pouvoir, il est l'artisan d'une alliance entre le grand-duché de Bade et le royaume de Prusse. Il meurt en 1868. Il est enterré au cimetière principal de Karlsruhe. Julius Jolly (de) lui succède à la tête du gouvernement badois.